# Oceanijsko prvenstvo u košarci 1978.
Oceanijsko prvenstvo u košarci 1978. bilo je treće izdanje ovog natjecanja. Igralo se od 1. do 8. travnja u Aucklandu, Lower Huttu i Christchurchu. Pobjednik se kvalificirao na SP 1978.

## Turnir
| 1. momčad  | Ishod   | 2. momčad   |
| ---------- | ------- | ----------- |
| Australija | 93 : 71 | Novi Zeland |
| Australija | 65 : 67 | Novi Zeland |
| Australija | 76 : 69 | Novi Zeland |

| Pobjednici Oceanijskog košarkaškog prvenstva 1978. |
| AUSTRALIJA Treći naslov                            |